# Jan Juc
Jan Juc (3,158 ab.) è una città costiera della Contea di Surf Coast, dello Stato australiano di Victoria. Il paese diasta 100 km da Melbourne.

## Janjucetus hunderi
Alla fine degli anni novanta nei pressi della città di Jan Juc un giovane surfista, Staumn Hunder, ha ritrovato l'unico resto fossile di un cetaceo preistorico. I fossili, ora ospitati nella collezione paleontologica del museo di Victoria a Melbourne, sono stati classificati come Janjucetus hunderi dal nome della città australiana.